# Anna Nakagawa
Pour les articles homonymes, voir Nakagawa (homonymie).
Anna Nakagawa (中川安奈, Nakagawa Anna), née le 30 août 1965 à Suginami (Tokyo) et morte le 17 octobre 2014 à Tokyo (Japon), est une actrice japonaise.

## Biographie
Anna Nakagawa fait ses débuts au cinéma dans le film Sur la route de la soie de Jun'ya Satō, elle est récompensée aux Japan Academy Prize et par le magazine Kinema Junpō du prix de la révélation de l'année pour ce rôle,. À partir des années 1990, elle se consacre essentiellement au théâtre.
Elle meurt le 17 octobre 2014 à l'âge de 49 ans dans un hôpital de Tokyo des suites d'un cancer de l'endomètre.

## Vie privée
Depuis 1992, elle est l'épouse du metteur en scène Tamiya Kuriyama. Ils restent mariés jusqu'au décès de la comédienne, survenu en 2014.

## Filmographie sélective

### Au cinéma
- 1988 : Sur la route de la soie (敦煌, Tonkō?) de Jun'ya Satō : Tsurpia
- 1989 : A Sign Days (Ａサインデイズ, A-Saindezu?) de Yōichi Sai : Eri
- 1991 : Futari dake no airando (ふたりだけのアイランド?) de Jun'ichi Suzuki (ja)
- 1991 : Godzilla vs King Ghidorah (ゴジラvsキングギドラ, Gojira tai Kingu Gidorā?) de Kazuki Ōmori : Emmy Kano
- 1995 : Kyanpu de aimashō (キャンプで逢いましょう?) de Seiji Izumi (ja) : Eiko Anzai
- 1997 : Cure (キュア, Kyua?) de Kiyoshi Kurosawa : Fumie Takabe
- 1998 : Hiroin! Naniwa bonbāzu (ヒロイン！ なにわボンバーズ?) de Mitsuhiro Mihara
- 2004 : Last Quarter (下弦の月, Kagen no tsuki?) de Ken Nikai (ja) : la mère de Sayaka
- 2005 : Umezu Kazuo kyōfu gekijō: Death make (楳図かずお恐怖劇場 DEATH MAKE?) de Taichi Itō (ja)
- 2009 : Shārī no kōshoku jinsei (シャーリーの好色人生?) de Hisashi Satō (ja) : Tamao
- 2013 : Intāmisshon (インターミッション?) de Naofumi Higuchi (ja)
- 2013 : Sōhakusha (蒼白者?) de Takuaki Tsunemoto (ja)

### À la télévision
- 1990 : Boku ga byōki ni natta wake (ボクが病気になった理由?) (épisode 3)

## Récompenses et distinctions
- 1989 : prix de la révélation de l'année pour Sur la route de la soie aux Japan Academy Prize[2]
- 1989 : prix Kinema Junpō de la meilleure nouvelle actrice pour Sur la route de la soie[3]
- 1990 : prix de la meilleure actrice pour A Sign Days au festival du film de Yokohama[5]